# Paul Fallot
Paul Fallot (Estrasburg, França, 25 de juny de 1889 - París, França, 21 d'octubre de 1960) va ser un geòleg i paleontòleg francès. Director de l'Institut de Geologia Aplicada de Nancy (1923-1938), professor del Collège de France (1937) i membre de l'Acadèmia de Ciències (1948).

## Obres
Va publicar nombrosos treballs sobre geologia de zones mediterrànies, entre els quals cal destacar:
- Étude géologique de la sierra de Majorque, Paris und Lüttich 1922
- La géologie et les mines de la France d'outre-mer, 1932
- Géologie de la Méditerranée occidentale, mehrere Bände, Paris und Lüttich 1931–1937
- Sur la géologie de l'île d'Ibiza (Baléares)
- Essai sur la géologie du Rif septentrional, Rabbat 1937
- Les progrès de la géologie en Espagne depuis cent ans
- El sistema cretácico en las cordilleras Béticas, Madrid 1944
- Estudios geológicos en la zona subbética entre Alicante y el Río Guadiana Menor, 1945